# جزيرة مرين (ميدي)

تعديل مصدري - تعديل

جزيرة مرين هي إحدى جزر مديرية ميدي التابعة لمحافظة حجة.